# Анон
„Анон“ (на английски: Anon) е британски научнофантастичен трилър от 2018 г. със сценарист и режисьор Андрю Никъл.
Главните роли се изпълняват от Клайв Оуен и Аманда Сайфред. Във футуристичен свят, където личното пространство и анонимността вече не съществуват, един детектив (Оуен) попада на млада жена (Сайфред), която е разбила системата за прозрачност на правителството. Филмът е пуснат на 4 май 2018 г. по Netflix, а на 11 май 2018 г. и по кината във Великобритания.